# Kobieta Gigant

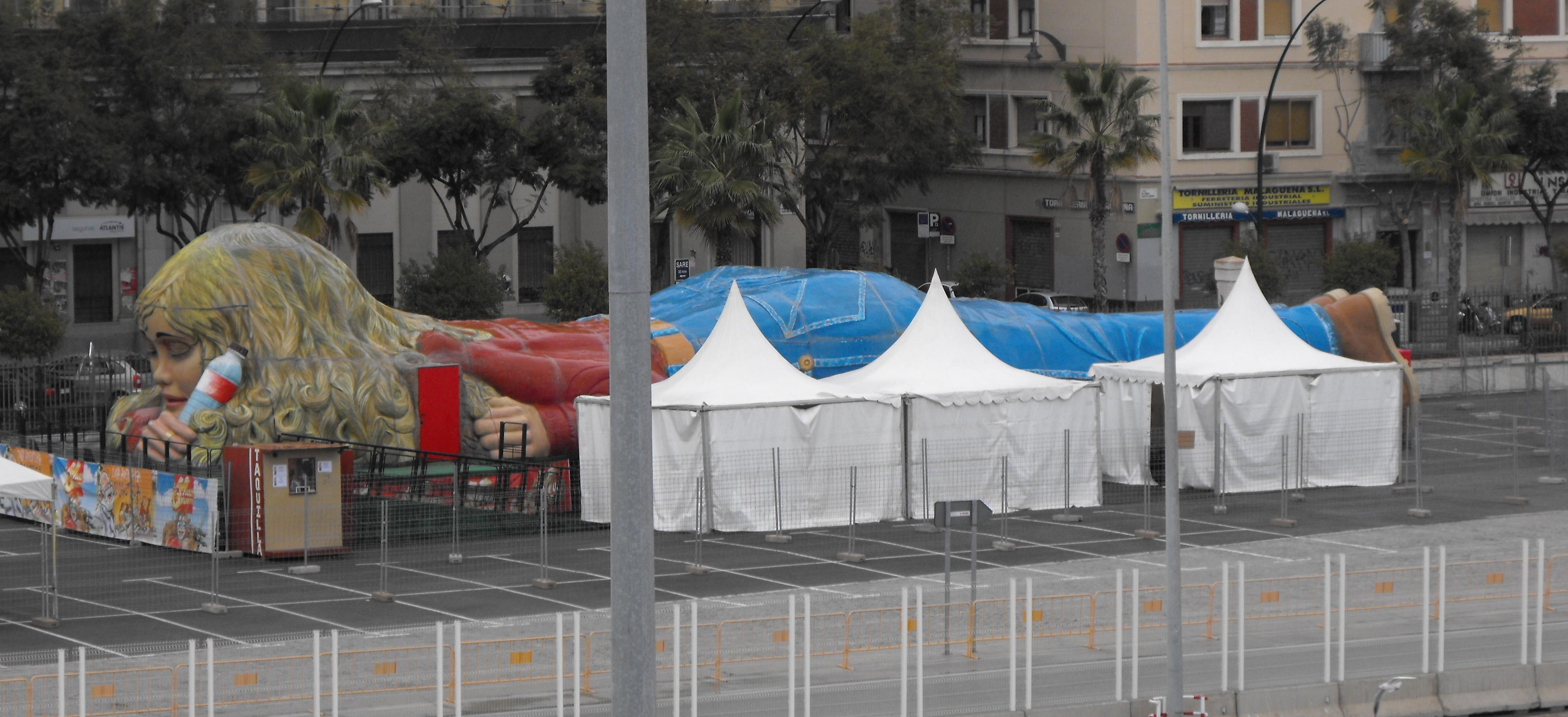
Wystawa z zewnątrz

Gigantyczna Kobieta lub Kobieta Giant (hiszp. La Mujer Gigante) – hiszpańska prywatna interaktywna instalacja edukacyjna, zapoznająca zwiedzających z budową i działaniem wewnętrznych organów ciała ludzkiego.

## Charakter edukacyjny
Obiekt ma formę leżącej kobiety, o długości 38 metrów, szerokości 8 metrów i maksymalnej wysokości 7 metrów. Zwiedzanie trwa około 30 minut i obejmuje 4 regiony ciała. We wnętrzu głowy wyjaśniane jest działanie zmysłów, budowa wnętrza czaszki oraz oka i ucha. Wewnątrz klatki piersiowej pokazywany i omawiany jest proces oddychania oraz wpływ dymu tytoniowego na organizm, a także praca serca. W żołądku omówiony jest proces trawienia oraz organy w nim uczestniczące. W pozostałej części brzucha obejrzeć można, oprócz układu moczowego i jelit także makietę płodu.

## Lokalizacja
Wystawa jest mobilna. Od listopada 2008 do kwietnia 2009 znajdowała się w Máladze w Hiszpanii. W latach 2010–2011 wystawa znajduje się w Madrycie.